# Derwent World Patents Index
Der Derwent World Patents Index (oder DWPI) ist eine Datenbank, die Patentanmeldungen und -erteilungen aus 48  patentausgebenden Behörden weltweit enthält.
Die Einträge sind in englischer Sprache und werden von einem Editorenteam erstellt. Die Datenbankeinträge enthalten eine kurze  Zusammenfassung über den Aufbau und Nutzen der enthaltenen Erfindung aus den betreffenden Patenten und sind indiziert in  alphanumerische Technologiekategorien, um eine Suche nach relevanten Patentdokumenten für den Benutzer möglichst leicht zu gestalten.
Jeder Eintrag im Patentindex beschreibt die Patentfamilie, die Gruppierung der verschiedenen Patentdokumente, die bei den verschiedenen Patentämtern zum Schutz einer Erfindung rund um die Welt evident gehalten werden. Jede Patentfamilie ist um ein Basispatent, meist die erste Patentpublikation zu der Erfindung, angeordnet. Alle folgenden Einträge werden auf dieses Basispatent bezogen und mit diesem äquivalent betrachtet. Auf dieser Basis hat die Datenbank aktuell (März 2018) über 35,6 Millionen Datensätze, das sind mehr als 23 Millionen „Erfindungen“, basierend auf zig Millionen Patenten mit über einer Million neuer Einträge pro Jahr. Im Jahr 2008, hat das Zahlenformat der Zugriffsnummer (Accession number, Basispatent Identifikator) gewechselt, um bis zu 3,6 Millionen Einträge pro Jahr zulassen zu können; mit dem vorherigen Format war nur ein Maximum von etwa einer Million Einträge pro Jahr möglich. Dies ist die Folge vom stetigen Anstieg der Patentanmeldungen pro Jahr.